# Червено море (провинция)
 Тази статия е за провинцията в Судан.  За водния басейн вижте Червено море.  
Червено море (на арабски: البحر الأحمر) е една от 15-те провинции на Судан. Наречена е така, тъй като е единствената суданска провинция, която има излаз на Червено море. Площта ѝ е 218 887 км², което я прави една от най-големите провинции в страната. На северозапад граничи с Египет, а на югоизток – с Еритрея. Населението на провинцията е 1 482 100 души (по проекция от юли 2018 г.).

## Столица
Столица и най-голям град на провинцията е град Порт Судан, който е един от най-големите и най-важни судански пристанища на Червено море.